# Arrival of Tongkin Train
Pour plus de détails, voir Fiche technique et Distribution.
Arrival of Tongkin Train est un film américain muet et en noir et blanc sorti en 1901. Il a été produit par l'American Mutoscope and Biograph Company.